# 菲迪皮德斯
菲迪皮德斯（希臘語：Φειδιππίδης），古希臘時代的雅典士兵，曾參與馬拉松戰役。馬拉松競賽的起源就是為了紀念他。

## 歷史
根據傳說，西元前490年，希臘在馬拉松戰役中與波斯軍隊交戰，菲迪皮德斯由馬拉松平原跑回雅典要求增兵，換算為現代長度單位全程約42公里；之後又跑了246公里到斯巴達求援；然後跑了288公里回馬拉松，到達馬拉松時，希臘人已擊敗波斯人，他又跑了42公里回雅典報捷。全程超過600公里。
當菲迪皮德斯回到雅典，將勝利的消息轉告雅典人後，當即力竭死去。

## 紀念
為了紀念菲迪皮德斯，希臘人在1896年舉行了第一次馬拉松賽跑大會。在2004年雅典奧運會，馬拉松賽路線安排就是菲迪皮德斯由希臘馬拉松戰場跑到雅典的路徑。依照現代的公路系統，馬拉松到雅典約34公里，與古代全程42公里的路線不完全一樣。